# فرانسیسکو خوسه مارتینس
فرانسیسکو خوسه مارتینس (اسپانیایی: Francisco José Martínez‎؛ زادهٔ ۱۴ مارس ۱۹۸۳) دوچرخه‌سوار اهل اسپانیا است. وی عضو تیم‌هایی همچون تیم دوچرخه‌سواری اندلیسا بوده است.